# Nasi uduk

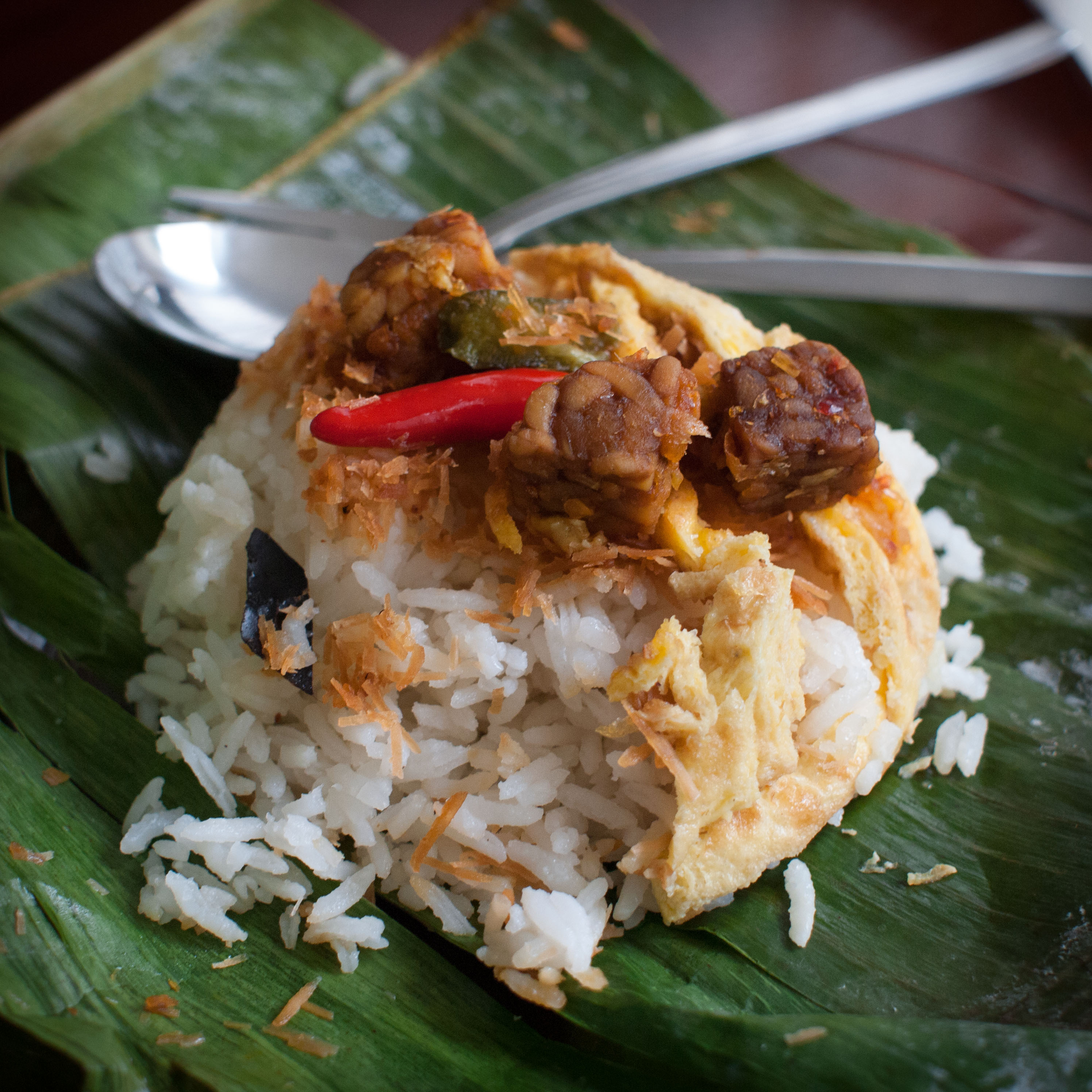
Nasi uduk.

Nasi uduk es un estilo de cocinar del arroz basmati típico de cocina de Indonesia (concretamente de Yakarta).

## Características
El arroz elaborado con esta técnica pasa por cocer el arroz con leche de coco (santan), clavo de olor (cengkeh), cassia (kayu manis), raíz de galangal, hierba limón y jengibre (jahe). El uduk se sirve con limas/jeruk limau, pepinos fritos, lechuga, tomates crudos, sambal frito, tofu frito, tempeh frito, pollo frito, carne y casquería previamente cocida en un caldo elaborado con diversas especias, suele ser un plato de acompañamiento del lalapan, o el kangkong.